# Династія Західна Цінь
Дина́стія Західна Цінь (спрощ.: 西秦; кит. трад.: 西秦; піньїнь: Xī Qín) — династія, що правила частиною північного Китаю після занепаду династії Рання Цінь. Ця династія керувалася ванами (князями) з роду Ціфу, першим з яких був Ціфу Гожень. У 431 році була підкорена державою Ся.

## Історія
Після поразки у 383 році від Східної Цзінь відбулося послаблення держави Рання Цінь. Цим скористався один з вождів сяньбійців (одні з предків монголів) Ціфу Гожень, який у 385 році зміг здобути незалежність та утворити власну державу. Володарі Західної Цінь носили титул вана.
Політична ситуація не відзначалася стабільністю. Доводилося боротися проти тибетців, хунну, а також проти Східної Цзінь й Пізньої Цінь. Остання у 400 році підкорила Західну Цінь, проте ван Ціфу Ганьгуй у 409 році зумів повернути незалежність. У 414 році було підкорено ванство Південна Лян. Водночас Західна Лян стикнулася з жужанями, з яким довелося вести запеклу боротьбу. У 431 році її було підкорено державою Ся.